# جزر سابالانا
جزر سابالانا هي مجموعة شعب حلقية في بحر فلوريس في إندونيسيا تقع مباشرة شمال جزر سوندا الصغرى، وأقرب إلى سومباوا من سولاوسي وتقع غرب جزيرة تيناجامبيا وشمال شرق جزر تينغاه.
إداريا، تتبع هذه الجزر المرجانية لمقاطعة سولاوسي الجنوبية الإندونيسية. المساحة الإجمالية، بما في ذلك بحيرة كبيرة، هي 2694 كيلومتر مربع، مما يجعل جزر سابالانا واحدة من أكبر مجموعات جزر الشعاب الحلقة المرجانية من حيث المساحة الإجمالية. أكبر الجزر مساحة، هي جزيرة سابالانا، مساحتها حوالي 7 كم²، تليها جزيرة باناواجا (3 كم²) وجزيرة سابارو (1.4 كم²).
هذه قائمة بأسماء الجزيرات، في اتجاه عقارب الساعة من الشمال إلى الجنوب (على الحافة الغربية لمجموعة الجزر خالية من الجزيرات):
1. جزيرة جايلامو
2. جزيرة سابارو
3. جزيرة بالوبالوانغ الكبرى
4. جزيرة بالوبالوانغ الصغرى
5. جزيرة سومانغا
6. جزيرة ماكارانانغانغ
7. جزيرة لايجا
8. جزيرة سانان الصغرى
9. جزيرة سانان الكبرى
10. جزيرة سابالانا
11. جزيرة باناواجا (أقصى الشرق)
12. جزيرة باموليكانغ
13. جزيرة سانتيغيانغ
14. جزيرة سوروابو
15. جزيرة ميونغ
16. جزيرة ماتالانغ
17. جزيرة بالالوهونغ
18. جزيرة مانوكانغ
19. جزيرة سادولانغانغ
20. جزيرة ساريج

## خرائط من مواقع خارجية
- خريطة بمقياس رسم 1:250,000 (الجزر الشمالي)
- خريطة بمقياس رسم 1:250,000 (الجزر الجنوبي)
- خريطة بمقياس رسم 1:1000,000 (خريطة عالمية)